# Борьба за Ларзак
Противостояние в Ларзаке (фр. Lutte de Larzac, окс. Luta del Larzac) — движение ненасильственного гражданского неповиновения против расширения военной базы на плато Кос-дю-Ларзак (фр.). Активная фаза противостояния длилась с 1971 по 1981 год, и закончилось отменой проекта расширения базы по решению Франсуа Миттерана, вновь избранного президентом Франции.
Участники движения использовали различные методы, в том числе массовые акции протеста в городах и вне населенных пунктов, марши и пикетирование, блокирование дорожного движения, захват зданий и строений. Юридическое крыло протестующих предпринимало правовые действия для усложнения реализации проекта по расширению военной базы. Движение начали 103 фермера, которые приняли решение бороться против изъятия их земель в рамках проекта расширения военной базы. Противостояние в Ларзаке стало одной из платформ формирования французского альтерглобалистское движение и получило известность на национальном и международном уровне.

## Контекст
Кос-дю-Ларзак (фр.) — высокогорное плато на юге Франции, с низкой плотностью населения, к началу 1970-х оставался транспортно удаленным от крупных промышленных центров и городов. Основу экономической активности составляло сельское хозяйство, в первую очередь животноводство. С 1902 года на плато в городе Ла-Кавальри располагалась военная база, занимающая территорию в 3000 гектар.

### Раскрытие информации о проекте
28 октября 1971 года министр обороны Мишель Дебре объявил в телеинтервью о расширении территории военной базы Ларзак с 3 000 до 17 000 гектар. Планируемые изменения должны были затронуть двенадцать муниципалитетов вокруг Ла-Кавальри и потребовать частичного или полного изъятия земель у фермерских семей. Дебре описал проект как «умеренное расширение», которое «не только очень полезно для национальной обороны […]», но и даст Ларзаку «положительный экономический вклад» в виде улучшения сельской электрификации, водоснабжения и дорог. Расширение военного тренировочного лагеря оправдывалось исчерпанием мощностей других военных лагерей, а также желанием иметь военную силу вблизи плато Альбион, где в то врем располагались пусковые установки баллистических ракет класса «земля-земля» французских сил ядерного сдерживания .
В первой крупной демонстрации 6 ноября 1971 года в Мийо, по призыву ведомственных федераций фермерских союзов (FDSEA) приняли участие 6 000 человек.
С самого начала группа противников проекта отличалась крайне полярными точками зрения. В неё входили как фермеры, чьи семьи жили на плато из поколения в поколение, так и недавно переехавшие жители, многие из которых были обременены долгами. Между двумя полюсами наблюдалось много разногласий, в том числе на почве отношения к религии (многие местные жители входили в Союз католической сельскохозяйственной молодежи). Леон Майе, которому на тот момент было 25 лет, вспоминает: «Я был обычным крестьянином. Я голосовал за правых, я ходил на мессу, я был коренной!». Местные католические организации стали опорой, объединившей людей: 7 ноября 1971 года епископ Родеза выступил против расширения военной базы.
Несмотря на разногласия, 103 фермера 28 марта 1972 года подписали между собой соглашение, согласно которому они оставались едиными в своей борьбе и что «ни один фермер не будет изгнан против его воли…» . Эта «Клятва 103» также известная как «Пакт 103» , стала идеологической основой движения. 14 июля 1972 года 20 тысяч человек митинговали в Родезе, столице департамента.

### Марш на Париж
25 октября 1972 года фермеры из Ларзака вывели на Марсово поле в Париже отару из шестидесяти овец.
2 декабря 1978 года 18 фермеров отправились пешком в Париж, пройдя за 25 этапов 710 km километров. На протяжении всего пути их поддерживали фермеры из FDSEA и местные жители. По прибытии марша 40 тысяч человек собрались у въезда в Париж, где были заблокированы полицейскими силами. Фермеры в сопровождении молодого депутата-социалиста Поля Кильеса провели встречу с кандидатом в президенты Миттераном который дал обещание учесть интересы крестьян. 
27 ноября 1980 года 74 члена семей из Ларзака, собравшихся на акцию под Эйфелевой башней, разбили лагерь на Марсовом поле. Лагерь был разогнан через пять дней.

### Победа
В мае 1980 года Кассационный суд Франции (фр.) отменил изъятие 66 земельных участков. Франсуа Миттеран был избран президентом Французской Республики 10 мая 1981 и заявил на Совете министров, что проект расширения военного лагеря Ларзак отменён.